# Joe Ball
Joseph D. Ball, Joe Ball (ur. 7 stycznia 1896 Elmendorf, Teksas, zm. 23 września 1938) – amerykański seryjny morderca, zwany Rzeźnikiem z Elmendorf lub Aligatorem. Zamordował co najmniej 5 kobiet, ale mógł zabić nawet 20.

## Życiorys
W czasie I wojny światowej był żołnierzem walczącym w Europie. Był znakomitym strzelcem. Gdy wrócił do ojczyzny, zaczął przemycać i sprzedawać alkohol. Gdy wprowadzono prohibicję, Ball otworzył gospodę w Elmendorf w stanie Teksas. Główną atrakcją gospody był znajdujący się w ogrodzie staw, w którym znajdowało się pięć aligatorów. Ball często pokazywał zwierzęta w czasie pory karmienia. Jedzeniem dla gadów były głównie żywe psy i koty.
Po jakimś czasie w okolicy Elmendorf zaczęły znikać młode kobiety (często były to byłe barmanki z gospody Balla). Kiedy we wrześniu 1938 do gospody przyszli policjanci w celu przesłuchania właściciela w sprawie tajemniczych zaginięć, Ball wyciągnął broń, strzelił sobie w serce (według innych źródeł w głowę) i natychmiast zmarł.
Clifford Wheeler, wspólnik Balla, stwierdził, że widział jak ten ćwiartował ciała dwóch kobiet, które wcześniej zastrzelił. Wheeler pokazał miejsce, gdzie Ball ukrył szczątki nieszczęsnych kobiet. Stwierdził też, że Ball przechwalał się, że zamordował 20 kobiet, a ich ciałami nakarmił aligatory. Nigdy nie znaleziono dowodów na to, by gady w stawie Balla zjadły kiedykolwiek człowieka.
Historia Balla była źródłem inspiracji dla filmu Zjedzeni żywcem (ang. Eaten Alive) w reżyserii Tobe’a Hoopera (1977).